# 莎拉·瓦根克内希特
莎拉·瓦根克内希特（德語：Sahra Wagenknecht，德語發音：[ˌzaːʁaː ˈvaːɡn̩ˌknɛçt]；1969年7月16日—）是一位德国左翼政治家、作家和政论家。
1969年，她出生于东德耶拿。她的父亲是伊朗人，她的母亲是国营艺术总监。1976年，她随她的母亲搬到东柏林。在东柏林居住期间，她加入自由德国青年。1988年，她完成高中学业。1989年初，她加入德国统一社会党。在柏林墙倒塌后，德国统一社会党改组为民主社会主义党。1989年底，她在民主社会主义党内部创建“共产主义纲领”派。1991年，她当选为民主社会主义党全国委员会委员。2007年，民社党与劳动和社会公正—选举替代合并为左翼党。2009年，她作为左翼党候选人当选德国联邦议院议员。2010年5月起，她任左翼党副主席和全国委员会委员。2015年—2019年，她是德国联邦议院左翼党党团两主席之一。2022年俄羅斯入侵烏克蘭期間，她反對西方向烏克蘭提供武器，還為此召集萬人大遊行。